# Спонтанная покупка

Типичный ассортимент товаров у кассы супермаркета (Германия)

Спонтанная покупка или импульсная покупка — это незапланированное решение о покупке товара или услуги, принятое непосредственно перед покупкой. Тот, кто склонен совершать такие покупки, называется спонтанным покупателем или импульсивным покупателем. Результаты исследований показывают, что эмоции и чувства играют решающую роль при покупке, сделанной после взгляда на товар или под воздействием тщательно продуманного рекламного сообщения.
Товары, которые легко вызывают спонтанную покупку, называются товарами импульсного спроса. Такие товары можно найти супермаркетах и особенно на автозаправочных станциях и в киосках, где покупатели, как правило, задерживаются ненадолго и, следовательно, должны быстро принимать решение о покупке. В зависимости от категории продукта, спонтанные покупки могут составлять от 40 до 80 % от общего количества совершённых покупок.
Маркетологи и розничные торговцы, как правило, используют склонность людей к спонтанным покупкам, связанную с потребностью в мгновенном удовлетворении желаний. Например, покупатель в супермаркете, скорее всего, не будет специально покупать кондитерские изделия. Тем не менее, конфеты, жевательная резинка и шоколад хорошо заметны в проходах к кассам, чтобы побудить спонтанных покупателей и/или их детей купить то, что они, возможно, изначально не собирались. С другой стороны, спонтанная покупка может произойти, когда потенциальный потребитель замечает что-либо, связанное с товаром, что вызывает у него особую страсть, например, увидит флаг определённой страны на обложке определённого DVD. Предметы продажи отображаются во многом таким же образом.
Спонтанная покупка нарушает нормальные модели принятия решений в мозгу потребителя. Логическая последовательность действий потребителя заменяется иррациональным моментом самоудовлетворения. Товары импульсного спроса обращаются к эмоциональной стороне потребителей. Некоторые предметы, купленные спонтанно, не считаются функциональными или необходимыми в жизни потребителей. Предотвращение спонтанных покупок включает в себя такие методы, как установление бюджета перед покупкой и тайм-аут перед покупкой.
Исследование, опубликованное в июньском номере журнала «Consumer Research» за 2008 год, показывает, что потребители более склонны спонтанно приобрести один бренд вместо другого, если они отвлекаются во время покупок. В ходе исследования профессор психологии Центрального Мичиганского университета Брайан Гибсон опросил студентов колледжа на предмет их предпочтений к разнообразным безалкогольным напиткам, включая колу и пепси. Результаты исследования Гибсона показали, что неявные установки, или же такие, которые люди могут не осознавать и не могут устно выразить, предсказывали выбор товара только тогда, когда участникам была предложена познавательная задача. Таким образом, подтверждалась гипотеза, что неявные отношения потребителя к товару могут играть бо́льшую роль в выборе товара, когда потребитель отвлекается или совершает импульсивную покупку.
Исследователи из Университета Британской Колумбии и Высшей школы бизнеса Cheung Kong обнаружили, что импульсивные расходы — это поведение, связанное с неорганизованным окружением. Исследование пришло к выводу, что хаотичное окружение ухудшает способность человека выполнять другие задачи, требующие «умственной» силы, что угрожает чувству личного контроля человека.

## Триггеры спонтанных покупок
Таблички, указывающие на особое качество продукта, благоприятно влияют на импульсивное покупательское поведение. Таким образом, большое влияние на покупателя оказывают таблички, установленные на уровне глаз над морозильниками, поскольку они привлекают внимание к рекламируемому продукту, не требуя взгляда на морозильник. Потолочные дисплеи также могут указывать на продукт или предложение и, таким образом, благоприятствовать спонтаннымм покупкам. Кроме того, спонтанным покупкам способствует снижение цен на продукт.
Ещё одним стимулом является продуманное расположение подходящих товаров: поскольку многие люди, как правило, неравнодушны к сладостям, их можно найти в области вероятной очереди рядом с кассовым аппаратом. Товары размещаются в пределах досягаемости и в упаковке подходящего размера, чтобы облегчить покупателю возможность «побаловать себя чем-нибудь». Товары, предназначенные для детей, расположены на уровне глаз ребенка. То же самое в принципе относится к сигаретам, алкоголю в небольшой таре и журналам, оборот которых увеличивается за счёт продуманного размещения. Для последних актуальна степень видимости заголовка: клиенты должны видеть как можно большую часть заголовка, торговый персонал, с другой стороны, хочет предложить как можно больше заголовков на доступном месте.
Продукты, предлагаемые в магазине в двух местах одновременно, также благоприятствуют спонтанным покупкам. Таким образом, продукты, предлагаемые дополнительно в ассортименте, связанном с другим продуктом, значительно увеличивают показатели продаж по сравнению с простым размещением. Например, батарейки также часто предлагаются в отделе электроприборов.